# ألعاب بطولة الشرق الأقصى
ألعاب بطولة الشرق الأقصى كانت حدث آسيوي متعدد الرياضات يعتبر مقدمة للألعاب الآسيوية.

## التاريخ

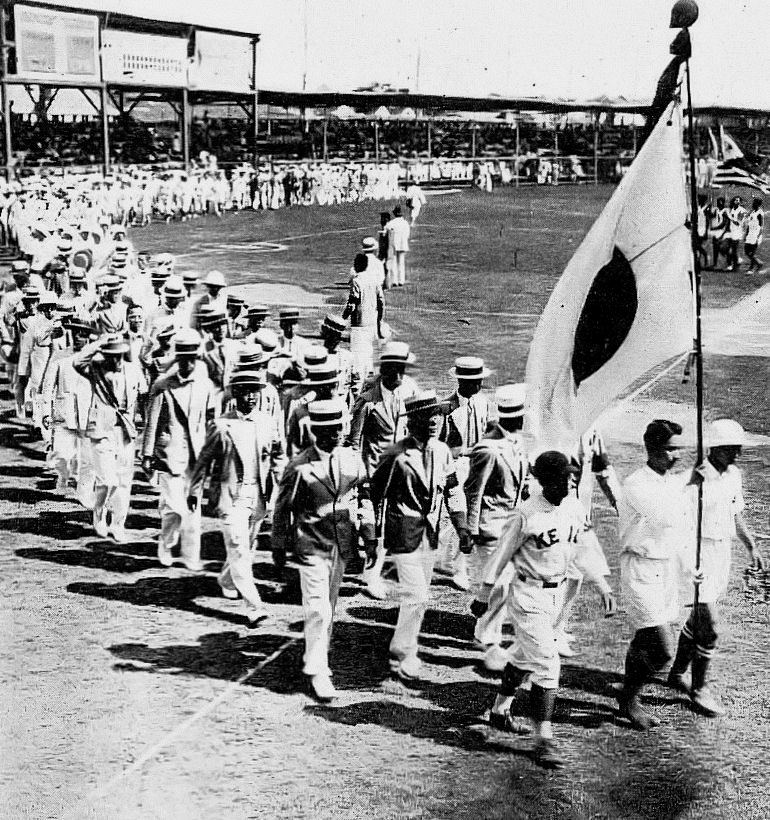
الوفد الياباني في دورة ألعاب بطولة الشرق الأقصى لعام 1927.

في عام 1913، اقترح إلوود براون، رئيس الرابطة الفلبينية للهواة وألعاب مانيلا كرنفال، إنشاء «ألعاب بطولة الشرق الأقصى» للصين واليابان. في ذلك الوقت، كان الحاكم العام وليام كاميرون فوربس رئيس اتحاد الرياضيين الهواة في الفلبين من 1911-1913. شكل الحاكم العام فوربس الرابطة الأوليمبية للشرق الأقصى.
أقيم الحدث الأول في أراضي مانيلا كرنفال (فيما بعد مجمع ريزال التذكاري الرياضي) في مالات، مانيلا، الفلبين في 4 فبراير 1913 وكان يُعرف باسم «الألعاب الأولمبية الشرقية الأولى». كان فوربس هو أيضًا من أعلن رسميا افتتاح الألعاب. شاركت ست دول في هذا الحدث الذي استمر ثمانية أيام: الدولة المضيفة التي سميت آنذاك جزر الفلبين وجمهورية الصين وإمبراطورية اليابان وجزر الهند الشرقية البريطانية (ماليزيا) ومملكة تايلاند ومستعمرة التاج البريطاني هونغ كونغ.
في عام 1915، تم تغيير الاسم إلى ألعاب بطولة الشرق الأقصى والرابطة إلى جمعية ألعاب الشرق الأقصى عندما أقيم الحدث في حديقة هونجكو في شنغهاي، الصين. تمت استضافتها هناك مرة أخرى في عام 1921. عقدت الألعاب كل عامين باستثناء عام 1929 عندما قررت اليابان تأجيل المشروع إلى عام 1930. قررت الرابطة تغيير الجدول الزمني إلى أربع سنوات واستضافت جزر الفلبين الألعاب العاشرة في عام 1934. انضمت جزر الهند الشرقية الهولندية (إندونيسيا).
عقدت طبعة 1934 في فترة النزاع بين الصين واليابان، في أعقاب الغزو الياباني لمنشوريا في عام 1931. تسبب إدراج أشخاص من هذه المنطقة في الألعاب في جدل بين الدولتين العضوين، مما أدى إلى تفكك اتحاد الشرق الأقصى الرياضي. في سبتمبر 1937، غزت اليابان الصين بحادث جسر ماركو بولو وبدأت الحرب الصينية اليابانية الثانية (التي أصبحت فيما بعد جزءًا من الحرب العالمية الثانية)، وبالتالي تم إلغاء الألعاب المخطط لها في عام 1938.

## الدوراة

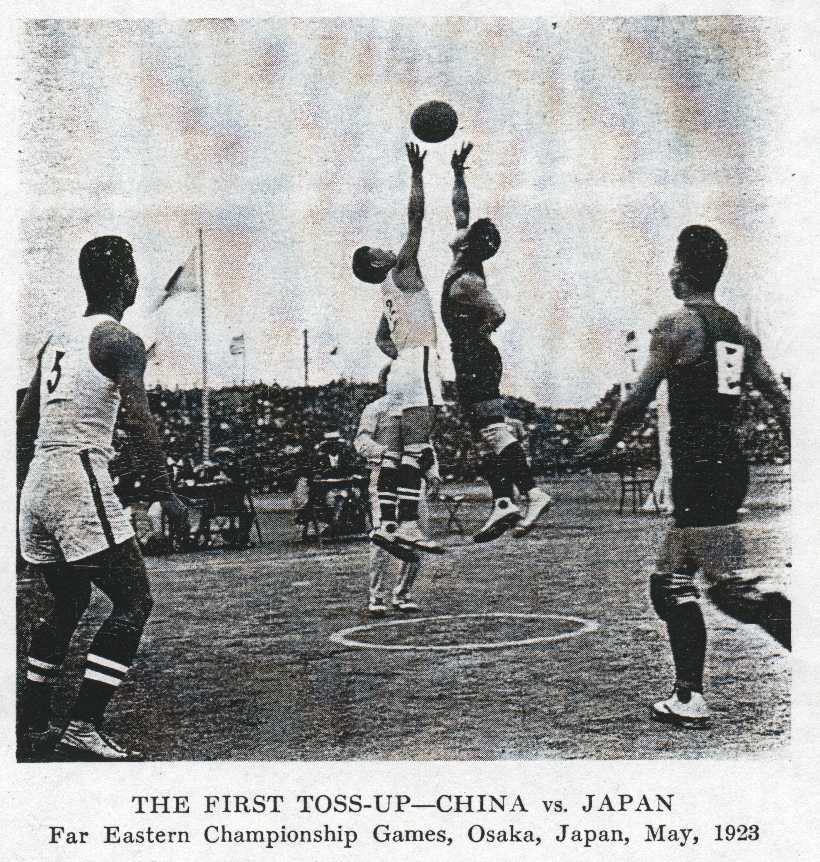
ألعاب بطولة الشرق الأقصى 1927.

| السنة | الدورة | التواريخ        | المدينة المضيفة | الدولة المضيفة |
| ----- | ------ | --------------- | --------------- | -------------- |
| 1913  | 1      | 3–7 فبراير      | مانيلا          | الفلبين        |
| 1915  | 2      | 15–21 مايو      | شنغهاي          | جمهورية الصين  |
| 1917  | 3      | 8–12 مايو       | طوكيو           | اليابان        |
| 1919  | 4      | 12–16 مايو      | مانيلا          | الفلبين        |
| 1921  | 5      | 30 مايو–3 يونيو | شنغهاي          | جمهورية الصين  |
| 1923  | 6      | 21–25 مايو      | أوساكا          | اليابان        |
| 1925  | 7      | 17–22 مايو      | مانيلا          | الفلبين        |
| 1927  | 8      | 28–31 أغسطس     | شنغهاي          | جمهورية الصين  |
| 1930  | 9      | 24–27 مايو      | طوكيو           | اليابان        |
| 1934  | 10     | 16–20 مايو      | مانيلا          | الفلبين        |
| 1938  | 11     | تم إلغاء الدورة | أوساكا          | اليابان        |

## الرياضات
تم التنافس على تسع رياضات مختلفة على مدى عمر المسابقة. ظهرت ثمانية من الألعاب الرياضية في كل برامج الألعاب، مع عقد الدورة التاسعة لرياضة الدراجات مرة واحدة فقط في عام 1915.
- ألعاب قوى
- كرة القاعدة
- كرة السلة
- ركوب الدراجات
- سباحة
- كرة القدم
- غطس
- كرة المضرب
- كرة طائرة

## الدول المشاركة
| - جمهورية الصين (المشاركة في جميع الدورات) - الهند الشرقية الهولندية (دورة 1934 فقط) - اتحاد الولايات الملايو (دورة 1913 فقط) - هونغ كونغ (دورة 1913 فقط) | - الهند (دورة 1930 فقط) - إمبراطورية اليابان (المشاركة في جميع الدورات) - الفلبين (المشاركة في جميع الدورات) - سيام (دورة 1913 فقط) |